# Panaeolus atrobalteatus
Panaeolus atrobalteatus is een schimmel behorend tot de familie Galeropsidaceae. De paddenstoel die solitair of in kleine groepjes van 2 tot 4 groeit. 

## Kenmerken
Hoed
De hoed heeft een diameter van 3-7 cm en varieert van klokvormig tot sterk convex of met een kleine umbo in het midden. Bij vochtig weer is de hoed zwart met een olijfachtige tint die vanuit het midden naar olijf-beige vervaagt, met een donkere buitenrand. De hoed is glad, droog, en niet plakkerig, met een volledige rand die uiteindelijk radiaal splijt. 
Lamellen
De lamellen zijn opgaand en lopen van aangrenzend tot breed aangehecht, bruin van kleur, uiteindelijk donkergrijs-bruin, met tussen lamellen. 
Steel
De steel is hol, met een oppervlak dat doffe vleesroze tinten heeft, longitudinaal geribbeld-striataal, en bedekt met een witte pruina in het bovenste derde steel. Er is geen gordijn aanwezig. 
Vlees
Het vlees is tot 5 mm dik bij de hoed, bleekbruin van kleur, bros, en samengesteld uit hyaliene dunwandige hyfen. De paddenstoel heeft geen uitgesproken geur of smaak. 
Sporenprint
De sporenprint is zwart. 

### Microscopische kenmerken
De basidiosporen zijn breed citroenvormig, soms bijna subhexagonaal in aanzicht, ellipsoïdaal in profiel, donker bruin, ondoorzichtig, dikwandig en glad, met een apicale kiempore die vaak abaxiaal is. De basidia zijn cilindrisch-kegelvormig, 4-sporig, met stevige sterigmata. De rand van de lamel is steriel, met dicht opeengepakte cheilocystidia. Pleurocystidia en chrysocystidia ontbreken. De trama van de hymenofoor is regelmatig, hyaliene, met dunwandige hyfen en een subhymeniale laag van hoekige cellen. Het oppervlaktelaagje van de hoed bestaat uit een gelaagd epitheel van hyfencellen, met af en toe verspreide cystidia. Caulocystidia vormen bundels op de bovenste steel en zijn kronkelig tot subkopvormig.

## Verspreiding
Panaeolus atrobalteatus komt voor in West-Europa (Frankrijk, Luxemburg, Spanje, Verenigd Koninkrijk) en de oostkust van Noord-Amerika.

## Foto's

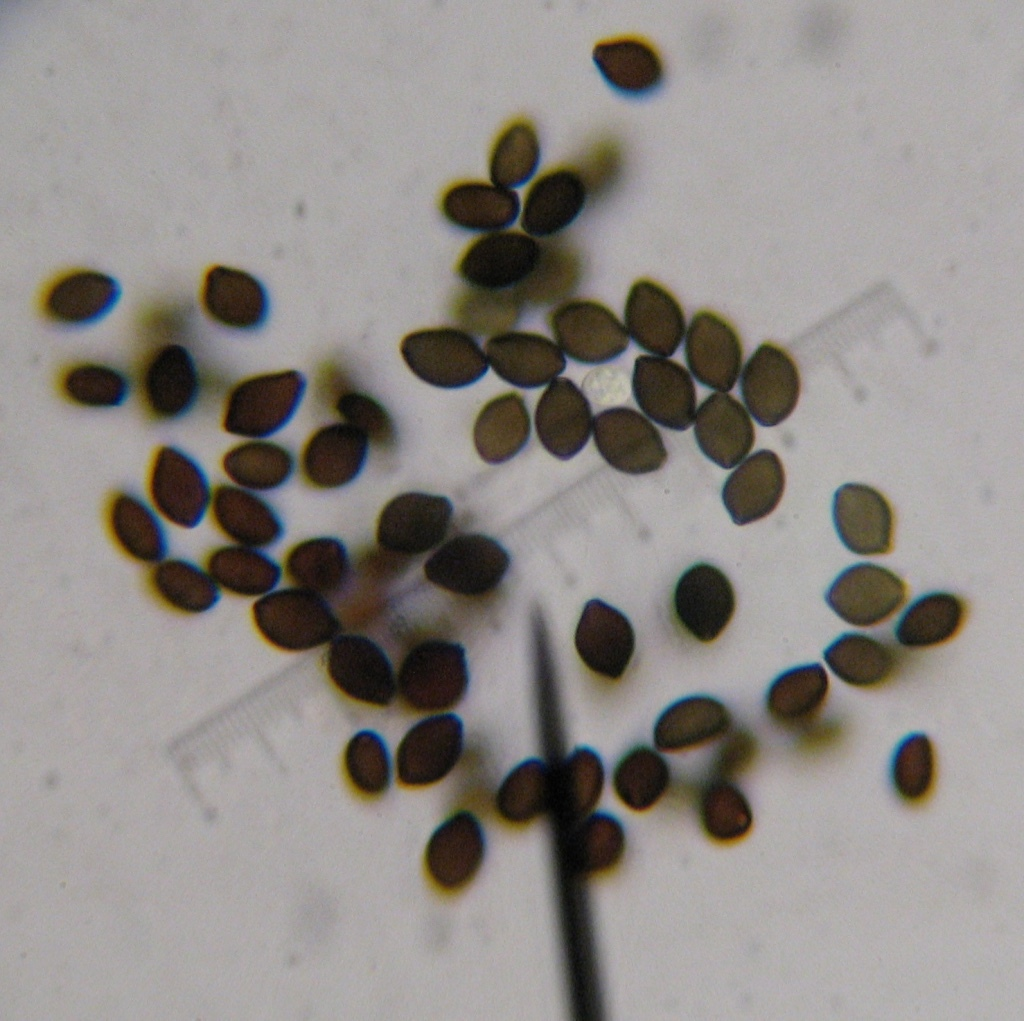
Sporen